# Лопес, Розали
Розали М. С. Лопес (род. 8 января 1957, Рио-де-Жанейро) — планетолог, вулканолог, автор многочисленных научных статей и нескольких книг, а также сторонница образования. Её основные исследовательские интересы связаны с планетарными и земными поверхностными процессами с упором на вулканологию.

## Жизнь и научная карьера
Лопес родилась в Рио-де-Жанейро, Бразилия, и в молодости жила недалеко от Ипанемы. Частично вдохновлённая Поппи Норткатт из НАСА, она переехала в 1975 году в Лондон, чтобы изучать астрономию в Лондонском университете. В 1978 году она с отличием окончила астрономический факультет. В течение последнего семестра она проходила планетоведение с Джоном Гестом, и через три недели курса взорвалась гора Этна. Лопес решила сменить область своих исследований на вулканы на земле и в космосе.
В докторантуре она специализировалась на планетарной геологии и вулканологии, защитив в 1986 году докторскую диссертацию по планетологии о сравнении вулканических процессов на Земле и Марсе. Во время работы над диссертацией она много путешествовала к действующим вулканам и стала членом британской группы по наблюдению за извержениями вулканов. Её первое знакомство с действующим вулканом было на горе Этна в 1979 году.
Лопес начала свою постдокторскую карьеру в качестве куратора современной астрономии и заместителя главы отдела астрономии в Старой Королевской обсерватории в Гринвиче. В 1989 году она выполнила картографирование угроз в обсерватории Везувия в Неаполе, в качестве приглашённого исследователя.
Она присоединилась к Лаборатории реактивного движения в Пасадене, штат Калифорния, в качестве научного сотрудника-резидента Национального исследовательского совета в 1989 году, а через два года стала участником космического проекта Galileo. Она работала в группе картографического спектрометра ближнего инфракрасного диапазона (Near Infra-red Mapping Spectrometer, NIMS), планируя и анализируя наблюдения за вулканическим спутником Юпитера Ио с 1996 по 2001 год. Лопес обнаружила на Ио 71 вулкан, раньше эти вулканы не считались активными.
В 2002 году она стала научной сотрудницей группы RADAR, поддерживающей орбитальный космический корабль Кассини, вращающийся вокруг Сатурна. Она планировала научные наблюдения Сатурна, его спутников и колец, а с 2003 по 2010 год была сопредседателем научной группы орбитального аппарата Кассини. Её главный интерес в связи с аппаратом связан с самым большим спутником Сатурна Титаном. Данные радара с синтетической апертурой от прибора RADAR показывают, что Титан имеет вулканические черты, отличающиеся от силикатного вулканизма Земли или Ио. Потоки Титана и другие вулканические особенности, вероятно, являются результатом ледяного вулканизма (криовулканизма).
Лопес участвовала в нескольких исследованиях будущих миссий НАСА и Европейского космического агентства в качестве члена группы научных определений, включая миссии на Сатурн и Титан. Она работает в нескольких комитетах, в том числе в Комитете по ежегодной программе Американской ассоциации содействия развитию науки (AAAS) и в комитете отдела планетарных наук Американского астрономического общества. Она является председателем группы по внешним планетам Рабочей группы Международного астрономического союза по номенклатуре планетных систем. Среди комитетов, в которых она была раньше — комитет Совета по космическим исследованиям Национальной академии наук/Национального исследовательского совета по планированию миссий НАСА «Новые рубежи» (2007—2008 гг.), Консультативный комитет директоров JPL по делам женщин, Комитет меньшинств и женщин в геолого-геофизических исследованиях, Общество Америки и Подкомитет по разнообразию Американского геофизического союза.
Среди наград Лопес — медаль Latinas in Science от Comisión Feminil Mexicana Nacional в 1991 году, награда «Женщина года в области науки и техники» 1997 года от телекомпании GEM в Майами, медаль Карла Сагана 2005 года от Американского астрономического общества, награда «Женщины за работой» 2006 года, медаль НАСА за выдающиеся заслуги 2007 года и награда Лоуэлла Томаса 2014 года от Клуба исследователей. Она является членом Международного астрономического союза, Американского геофизического общества и членом AAAS, Королевского географического общества и Клуба исследователей.
Лопес — автор более 100 научных работ, статей, глав в книгах и энциклопедических статей. Она была активна в средствах массовой информации, участвовала в многочисленных документальных фильмах для канала Discovery, National Geographic, History, PBS и в программе Nightline на американском телевидении, а также давала интервью национальным и международным СМИ.
Она написала семь книг, в том числе «Вулканические миры: изучение вулканов Солнечной системы» (Praxis-Springer, 2004 г.), «Ио после Галилея: новый взгляд на вулканическую луну Юпитера» (Praxis-Springer, 2007 г.), «Вулканы пришельцев» (Johns Hopkins Press, 2008). «Путеводитель по приключениям на вулканах» (издательство Кембриджского университета, 2005 г.) описывает каждый вулкан на планете и то, как вести себя рядом с ним, — информация, необходимая для всех, кто хочет посетить или сфотографировать действующие вулканы.

## Другая работа и интересы
Лопес является сторонницей образования, разнообразия и работы как на национальном, так и на международном уровне. Она читала публичные лекции в нескольких странах Европы, Азии и Америки и была соорганизатором семинаров Организации Объединённых Наций/Европейского космического агентства/Планетарного общества в 1992 и 1993 годах. В 2005 году она была награждена медалью Карла Сагана Отделом планетарных наук Американского астрономического общества в знак признания её усилий в области государственного образования, особенно среди латиноамериканцев и молодых женщин. Эта работа включает в себя доклады, интервью, статьи, книгу о планетарном вулканизме и усилия по воспитанию молодых учёных и наставничеству над ними. Её хобби включают подводное плавание с аквалангом, походы в горы, посещение вулканов и коллекционирование произведений искусства о вулканах.

## Избранная библиография
- Lopes-Gautier, Rosaly. Volcanism on Io // Encyclopedia of Volcanoes / Haraldur Sigurdsson ; Bruce Houghton ; Hazel Rymer ; John Stix ; Steve McNutt. — Academic Press, 2000. — P. 709–726. — ISBN 978-0-12-643140-7.
- Lopes, Rosaly M.C. Volcanic Worlds: Exploring The Solar System's Volcanoes / Rosaly M.C. Lopes, Gregg, Tracy K.P.. — Springer / Praxis, 2004. — P. 236. — ISBN 3-540-00431-9.
- Lopes, Rosaly M.C. The Volcano Adventure Guide. — Cambridge University Press, 2005. — P. 362. — ISBN 0-521-55453-5.
- Lopes, Rosaly M.C. Io After Galileo: A New View of Jupiter's Volcanic Moon / Rosaly M.C. Lopes, Spencer, John R.. — Springer / Praxis, 2006. — P. 342. — ISBN 3-540-34681-3.
- Lopes, Rosaly M.C. Alien Volcanoes / Rosaly M.C. Lopes, Carroll, Michael. — Johns Hopkins University Press, 2008. — P. 152. — ISBN 978-0-8018-8673-7.
- Lopes, Rosaly. Volcanoes: A Beginner's Guide. — Oneworld Publications, 2011. — P. 168. — ISBN 978-1-8516-8725-1.
- Lopes, Rosaly M. C. Modeling Volcanic Processes: The Physics and Mathematics of Volcanism / Rosaly M. C. Lopes, Sarah A Fagents, Tracy K. P. Gregg. — Cambridge University Press, 2013. — P. 431. — ISBN 978-0-5218-9543-9.
- Lopes, Rosaly. Alien Seas: Oceans in Space / Rosaly Lopes, Carroll, Michael. — Springer, 2013. — P. 200. — ISBN 978-1-4614-7472-2.

## Избранные медиа
Избранные документальные фильмы и телешоу включают:
- History Channel’s «Prehistoric Megastorms» (2008);
- «Heads Up» Science Series, Knowledge TV, Canada, episode on New Horizons (January 2008);
- History Channel’s «Search for E.T.», in «The Universe» series (August 2007);
- PBS «Wired Science» interview on volcanoes (October 2007);
- Discovery Channel’s «Titan: Rendezvous with Saturn’s Moon» (updated version, May 2007);
- National Geographic Television’s «Naked Science: Deadliest Planets» (December 2006);
- History Channel’s «Ask Mr. Know-It-All», pilot episode (as expert on volcanic dust), 2006;
- History Channel’s «Inside the Volcano» (December 2006);
- Discovery Channel’s «Rewind 2006» (science stories of 2006, December 2006);
- National Geographic Television’s «Hollywood Science: Forces of Nature» (April 2006);
- Nightline’s «Galileo» (September 2003);
- Discovery Channel’s «Planet Storm» (2001);
- Discovery Channel’s «95 Worlds and Counting» (2001)